# 北極理事會
北極理事會（英語：The Arctic Council），又译為北極議會、北极委员会、北极协会，是一個高層次國際論壇，關注鄰近北極的政府和原住民所面對的問題。總部設於挪威特羅姆瑟。目前組織有八個成員國，分別為：加拿大、美國、俄羅斯、冰島、挪威、丹麥、瑞典、芬蘭。

## 歷史
創立北極理事會的第一步是在1991年由八個鄰近北極的政府所簽署的北極環境保護策略。在1996年，《渥太華宣言》標誌着理事會的成立，成為北極國家政府之間合作的論壇，涉及北極土著民族事務、可持續發展和环境保护。北極理事會還從事氣候變遷、化石燃料和北極航船的研究。
2011年，理事會成員國通過北極搜索和營救協定，成為該組織第一份有法律效力的協議。
2022年3月3日，因2022年俄罗斯入侵乌克兰事件，除俄罗斯以外的7个成员国紧急通过视讯会议，宣布在俄罗斯作为理事会主席国期间，不参加剩余会议。2022年6月8日，这7国发表另一份声明，将在没有俄罗斯参与的情况下，逐步恢复基于该理事会此前提出的项目和议定书的工作。

## 會籍

### 成員
按照規定，只有有部分領土位於北極圈內的國家方可成為正式成員，現在北極理事會的成員有：
- 加拿大
- 丹麦（包括屬土 格陵兰及 法罗群岛）
- 芬兰
- 冰島
- 挪威
- 俄羅斯
- 瑞典
- 美国（ 阿拉斯加州的北部在北極圈內）

### 觀察員
北極理事會設置觀察員席，對非北極國家開放，由每兩年舉辦一次的部長會議所決定。2011年，理事會公佈觀察員的加入資格，當中包括需要承認北極國家在北極地區的主權和治權，認可建設北冰洋法律框架（例如海洋法）。觀察員無投票權。截至2021年，共有13個非北極國家獲觀察員地位。觀察員通常會受邀參加理事會的絕大部分會議，雖然部分非北極國家希望能夠加入一些深部的內部活動，但觀察員並非一定能夠參加某些項目和任務。
- 1998年加入：
  -  德国
  -  荷蘭
  -  波蘭
  -  英国
- 2000年加入：
  -  法國
- 2006年加入
  -  西班牙
- 2013年5月15日，在瑞典北部城市基律纳召开的北极理事会第八次部长级会议上，以下國家加入：[13]
  -  中國
  -  印度
  -  義大利
  -  日本
  -  新加坡
- 2017年5月11日，在美国阿拉斯加州费尔班克斯召开的第十次部长级会议上，以下國家加入：[14]
  -  瑞士

### 待定觀察員
待定觀察員為已經通過大部分參加條件的候選國。2013年基律纳大會上，歐盟提出了加入要求。但由於部分歐盟國家禁止獵殺海豹，故請求暫未被通過。
目前的待定觀察員有
- 欧洲联盟[12]
- 阿尔巴尼亚
- 蒙特內哥羅
- 北馬其頓
- 塞爾維亞
- 土耳其[16]
- 葉門

待定觀察員和永久觀察員的分別是，永久觀察員會自動獲邀出席所有會議（雖然它們未必會全部參與），待定觀察員出席每一次會議都需要批准（雖然批准已屬例行形式）。

### 北極原住民族參與組織
在八個正式成員國當中，有七個擁有數量可觀的原住民族，冰島是唯一沒有原住民族居住的成員國。所有北極原住民族組織均可獲永久參與員地位，但需滿足以下任一條件：代表世居在多於一個北極國家的某一原著民族，或代表某一北極國家內，兩個或多於兩個以上的世居原住民族。原住民族參與組織的數量需要在任何時候都小於正式成員國的數量。原住民族參與組織能夠參加理事會的一切活動。
截至2021年，共有六個北極原住民族參與組織：
- 阿留申國際協會：代表俄羅斯和美國阿拉斯加內的阿留申人（約有1萬5000人）[17]
- 北極阿薩巴斯卡議會：代表加拿大內（西北地區和育空）和美國阿拉斯加內使用阿薩巴斯卡人（約有4萬5000人）[18]
- 哥威迅國際議會：代表加拿大內（西北地區和育空）和美國阿拉斯加內的哥威迅人（約有9000人）[19]
- 因纽特北極圈議會：代表加拿大、格陵蘭島、俄羅斯楚科奇自治區和美國阿拉斯加內的因紐特人（約有18萬人）[20]
- 俄羅斯北方原住民族協會（俄语：Ассоциация коренных малочисленных народов Севера, Сибири и Дальнего Востока Российской Федерации）：代表居住在俄羅斯西伯利亞、遠東地區和極北地區的北方原住民（約有25萬人）[21]
- 薩米理事會：代表芬蘭、挪威、瑞典和俄羅斯內的薩米人（約有10萬人）[22]

以上組織由北極理事會原住民祕書處管理。

### 觀察組織
北極理事會同時也對政府間組織、議會間組織和非政府組織開放，並對其授予觀察組織地位。目前有以下觀察組織：極地區議員會議、國際自然保護聯盟、國際紅十字會、北歐理事會、北方論壇、聯合國開發計劃署、聯合國環境署、世界驯鹿牧民协会、北極大學、世界自然基金會北極規劃小組。

## 行政

### 會議

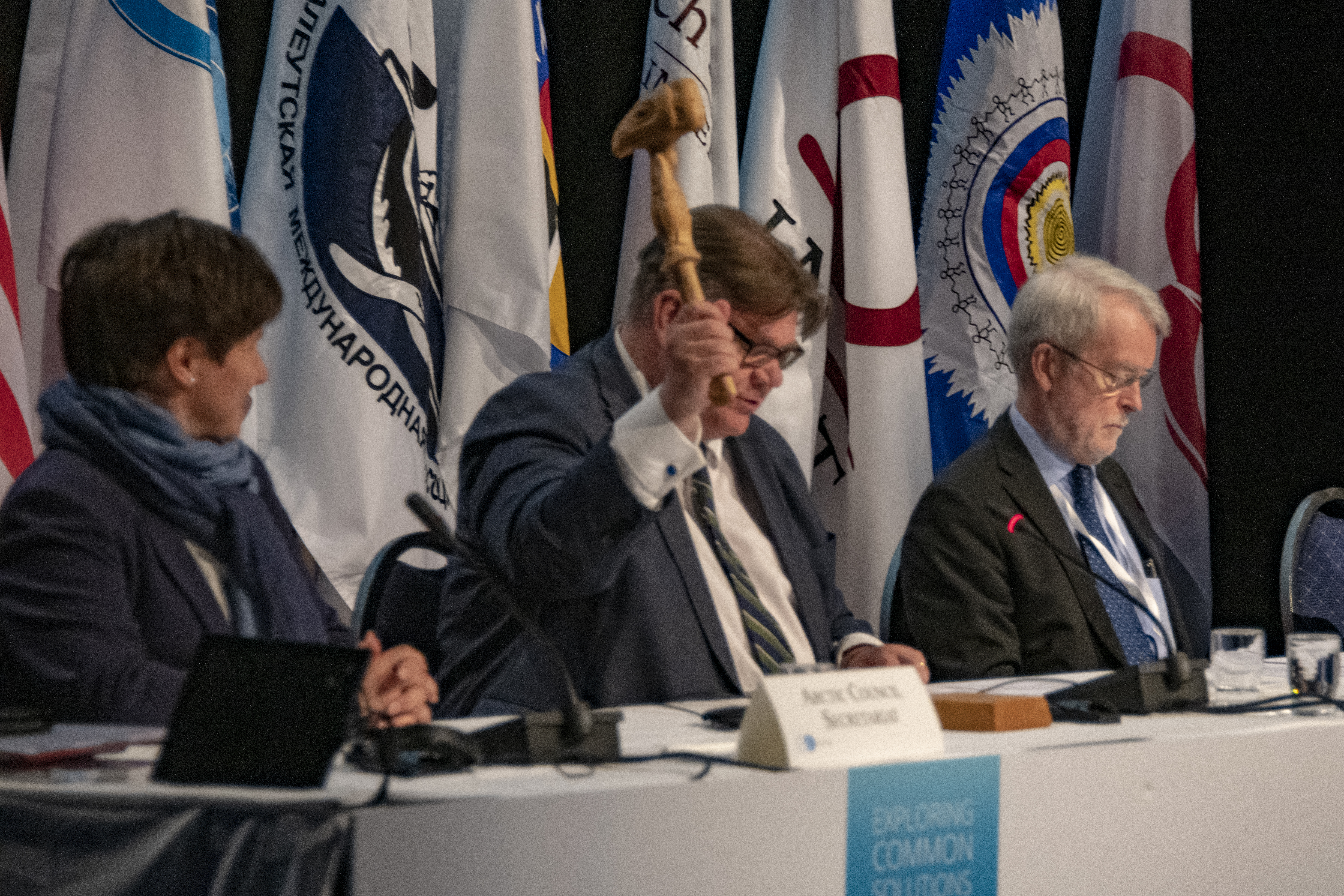
芬蘭外交部長蒂莫·索依尼主持2019年5月的部長級會議

北極理事會每六個月在主席國家召開一次資深北極官員會議。資深北極官員是八個成員國的高層代表，通常為外交官或其他高階外交部官員。會議同時邀請六個原住民族組織及觀察員的代表。
在兩年任期結束之前，輪任主席會召開部長級會議，對其任內的工作作到任總結。與會者一般為成員八個成員國的外交部、北方事務部或環境部部長。
每次部長級會議都有以當地城市為名的宣言。該宣言會歸納理事會過去的成就和對未來的展望，一般會涵蓋氣候改變、可持續發展、北極監督和評估、北極永久生物污染物及其他污染物等主要議題，還有六個工作小組的工作總結。
以下為過去各部長級會議列表：
| 日期              | 城市       | 國家         |
| ----------------- | ---------- | ------------ |
| 1998年9月17至18日 | 伊魁特     | 加拿大       |
| 2000年10月13日    | 烏特恰維克 | 美國         |
| 2002年10月10日    | 伊納里     | 芬蘭         |
| 2004年11月24日    | 雷克雅維克 | 冰島         |
| 2006年10月26日    | 萨列哈尔德 | 俄羅斯       |
| 2009年4月29日     | 特罗姆瑟   | 挪威         |
| 2011年5月12日     | 努克       | 丹麥格陵蘭島 |
| 2013年5月15日     | 基律纳     | 瑞典         |
| 2015年4月24日     | 伊魁特     | 加拿大       |
| 2017年5月10至11日 | 費爾班克斯 | 美國         |
| 2019年5月7日      | 罗瓦涅米   | 芬蘭         |
| 2021年5月19至20日 | 雷克雅維克 | 冰島         |

### 輪任主席國
理事會每兩年更換一次主席國。目前主席國為俄羅斯，其任期至2023年。
以下為理事會歷史上的輪任主席國：
- 加拿大（1996-1998年）[28]
- 美國（1998-2000年）[29]
- 芬蘭（2000-2002年）[30]
- 冰島（2002-2004年）[30]
- 俄羅斯（2004-2006年）[30]
- 挪威（2006-2009年）[30]
- 丹麥（2009-2011年）[30][31]
- 瑞典（2011-2013年）[26][32]
- 加拿大（2013-2015年）[33]
- 美國（2015-2017年）[29]
- 芬蘭（2017-2019年）[34][35]
- 冰島（2019-2021年）
- 俄羅斯（2021-2023年）
- 挪威（2023-2025年）

### 祕書處
每任主席國負責理事會祕書處的運行。祕書處負責處理理事會的行政事務，其職責包括，組織半年會議、管理議會網站以及分發報告和文件。由於三個北歐國家挪威、丹麥和瑞典達成一致意見共享祕書處，挪威北極學院曾於2007年至2013年連續六年間承擔祕書處工作，工作人員亦來自以上三國。
部分成員國希望建立常設秘書處，但美國自北極理事會成立開始就一直否決這建議。最終在2012年，理事會決定在挪威特罗姆瑟設立常任祕書處。

### 北極理事會原住民祕書處
對於六個原住民組織而言，若每次理事會召開會議都派出代表與會（尤其會議地點會在各北極城市間變動），將會對其組成較大的財政負擔。為解決其囧景，同時鼓勵原住民組織積極參與理事會的工作，理事會對原住民祕書處提供財政支持。

### 工作小組
北極理事會的實際工作是由轄下的六个工作小組負責
- 北極監督和評估計畫[38]（英文：Arctic Monitoring and Assessment Programme，縮寫 AMAP）
- 北極理事會控污行動計劃[39]（英文：Arctic Contaminants Action Program，縮寫 ACAP）
- 北極動植物保育[40]（英文：Conservation of Arctic Flora & Fauna，縮寫 CAFF）
- 緊急、預防、準備暨應變[41]（英文：Emergency Prevention, Preparedness & Response，縮寫 EPPR）
- 北極海洋環境保護[42][43]（英文：Protection of the Arctic Marine Environmen，縮寫 PAME）
- 發展工作組 [44]（英文：Sustainable Development Working Group，縮寫 SDWG）

規劃和行動計畫
- 北極氣候衝擊評估
- 北極人類發展報告
- 北極生物多樣性評估
- 環北極生物多樣性監控計劃

## 安全與地緣政治

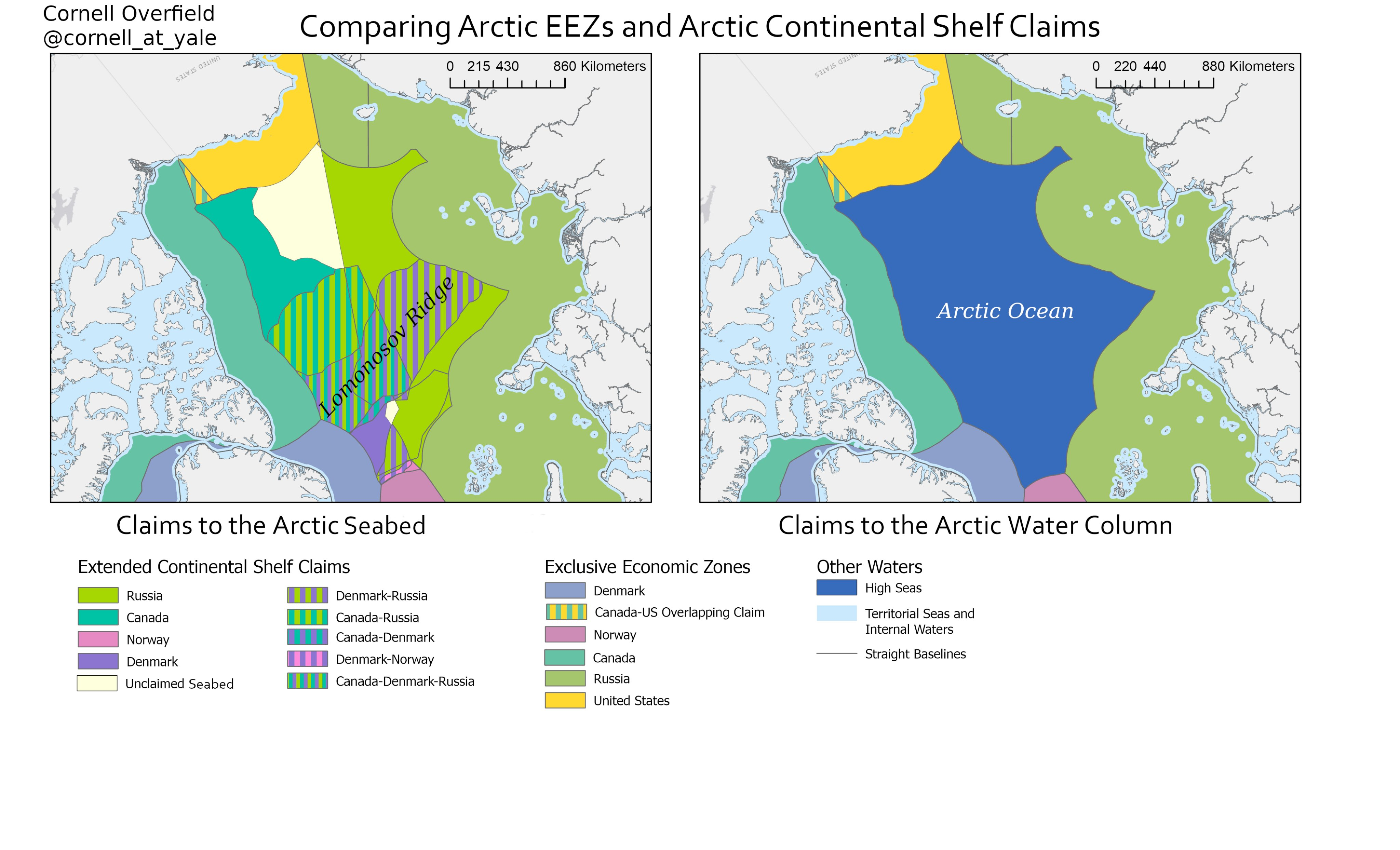
各國對北極地區的權力聲稱

1996年北極理事會成立之際，《渥太華宣言》中有一項腳註表明“北極理事會不應涉及軍事安全領域”。但在2019年，美國國務卿邁克·蓬佩奧指出，當前的形勢已經不同以往，北極地區成為各方力量角力的舞臺，理事會需要適應該未來趨勢。
但總體而言，北極地區的領土爭端通常相當有限。最突出的例子有圍繞漢斯島（丹麥和加拿大之間）和波弗特海（美國和加拿大之間）的爭端。
該地區的領土紛爭，大多數是想爭奪北冰洋下海床的專有權。由於氣候變化及北冰洋浮冰及凍土加速融化，很多之前無法開採的能源和無法使用的航道如今紛紛變得有利可圖。根據《聯合國海洋法公約》，各國可將從測算領海寬度的基線量起，不應超過二百海里（370.4公里）內的水體宣示為專屬經濟區，並對該範圍內的自然資源擁有專有權，但加拿大、俄羅斯以及丹麥（格陵蘭島）三國卻對聯合國大陸架界限委員會（UN Commission on the Limits of the Continental Shelf）提交了互相重疊的權力宣稱範圍。一旦大陸架界限委員會作出裁決，三國需開啓談判以分割重疊宣稱的範圍。
亦有部分領土紛爭圍繞在西北水道和北方海路上。
- 加拿大將整條西北水道納為自己的內海範圍內，意味着加拿大能夠自由控制水道上通行的船隻。而美國則認為，西北水道是國際水道，任何船隻在任何時候都有權通行，且加方不得關閉水道。加拿大公衆對西北水道的主權問題亦相當關注，且根據民意調查，半數加國公民希望政府能夠嘗試去維護本國對水道的主權，而對比之下，美國則僅有10%的居民對政府有類似要求。[50]
- 以北方海路的爭端則不一樣。俄羅斯僅將海路上一些海峽附近的領域納為自身的內海範圍，但俄羅斯同時亦要求各商業船隻需先得俄方批准，方可進入俄羅斯的專屬經濟區。

隨着理事會逐漸接納更多的觀察員，後者亦開始表達對北極地區的興趣。中國已經公開表示希望能夠開採格陵蘭島的自然資源。
在軍事方面上，加拿大、丹麥、挪威和俄羅斯都紛紛加強北極地區內的軍事基礎設施建設。
雖然各成員國間稍有衝突，但仍有人表示樂觀，認為理事會可以加強地區穩定。挪威海軍上將哈康·布鲁恩·汉森就曾指出，“北極地區可能是全世界最穩定的地區”。北極地區亦有健全的立法和有效的執法。各成員一致達成共識，只有建立良好合作關係，共同承擔對北極地區的研究、航道開發等任務，才能夠惠澤所有相關方。
近年來，亦有部分評論稱北極理事會需要開始涉足地區安全和和平方面的事務。2010年的一份問卷調查顯示，大部分挪威、加拿大、芬蘭、冰島和丹麥的受訪者希望將北極納為無核武地帶。而俄羅斯的受訪者則只有少部分有類似訴求，但當中依然有80%的受訪者表示理事會需要開始領導地區的和平建設。但直至2014年6月，理事會依然繼續迴避軍事安全方面的議題。

## 腳注
1. 1 2 3 4 5  . The Arctic Council. April 7, 2011  [September 17, 2021]. （原始内容存档于2022-05-29）.
2. ↑  . Arctic Council Document Archive.   [2013-09-05]. （原始内容存档于2018-04-02）.
3. ↑  Axworthy, Thomas S. . The Toronto Star. March 29, 2010  [2013-09-05]. （原始内容存档于2022-03-21）.
4. ↑  Savage, Luiza Ch. . Maclean's. Rogers Digital Media. May 13, 2013  [2013-09-05]. （原始内容存档于2014-03-05）.
5. 1 2 3 4 5 6 7  Buixadé Farré, Albert; Stephenson, Scott R.; Chen, Linling; Czub, Michael; Dai, Ying; Demchev, Denis; Efimov, Yaroslav; Graczyk, Piotr; Grythe, Henrik; Keil, Kathrin; Kivekäs, Niku; Kumar, Naresh; Liu, Nengye; Matelenok, Igor; Myksvoll, Mari; O'Leary, Derek; Olsen, Julia; Pavithran .A.P., Sachin; Petersen, Edward; Raspotnik, Andreas; Ryzhov, Ivan; Solski, Jan; Suo, Lingling; Troein, Caroline; Valeeva, Vilena; van Rijckevorsel, Jaap; Wighting, Jonathan. . Polar Geography. October 16, 2014, 37 (4): 298–324. doi:10.1080/1088937X.2014.965769 .
6. 1 2 3  Lawson W Brigham. . Foreign Policy. September–October 2021  [2013-09-24]. （原始内容存档于2013-10-13）.
7. ↑  Brigham, L.; McCalla, R.; Cunningham, E.; Barr, W.; VanderZwaag, D.; Chircop, A.; Santos-Pedro, V.M.; MacDonald, R.; Harder, S.; Ellis, B.; Snyder, J.; Huntington, H.; Skjoldal, H.; Gold, M.; Williams, M.; Wojhan, T.; Williams, M.; Falkingham, J. Brigham, Lawson; Santos-Pedro, V.M.; Juurmaa, K. , 编.  (PDF). Norway: Protection of the Arctic Marine Environment (PAME), Arctic Council. 2009. （原始内容存档 (PDF)于January 28, 2016）.
8. ↑  . 3 March 2022  [3 March 2022]. （原始内容存档于2022-06-04）.
9. ↑  . ctvnews.ca. 3 March 2022. （原始内容存档于3 March 2022）.
10. ↑  Canada, Global Affairs. . www.canada.ca. 2022-06-08  [2022-07-24]. （原始内容存档于2023-01-30）.
11. ↑  Schreiber, Melody. . ArcticToday. 2022-06-08  [2022-07-24]. （原始内容存档于2023-01-30） （美国英语）.
12. 1 2 3  . Arctic Council Secretariat (2021). Arctic Council.   [September 15, 2021]. （原始内容存档于2022-05-29）.
13. ↑  .   [2013-05-15]. （原始内容存档于2013-09-24）.
14. ↑  .   [2020-03-10]. （原始内容存档于2020-06-12）.
15. ↑  . （原始内容存档于November 17, 2018）.
16. ↑  . Daily Sabah. May 21, 2020  [September 17, 2021]. （原始内容存档于2022-03-21）.
17. ↑  . Arctic Council.   [September 17, 2021]. （原始内容存档于2022-05-29）.
18. ↑  . Arctic Council.   [September 17, 2021]. （原始内容存档于2022-05-29）.
19. ↑  . Arctic Council.   [September 17, 2021]. （原始内容存档于2022-05-29）.
20. ↑  . Arctic Council.   [September 17, 2021]. （原始内容存档于2022-05-29）.
21. ↑  . Arctic Council.   [September 17, 2021]. （原始内容存档于2022-05-29）.
22. ↑  . Arctic Council.   [September 17, 2021]. （原始内容存档于2022-03-21）.
23. ↑  . Arcticparl.org.   [2013-09-24]. （原始内容存档于2015-03-21）.
24. ↑  . Northern Forum.   [2013-09-24]. （原始内容存档于2017-11-08）.
25. ↑  . （原始内容存档于September 28, 2007）.
26. 1 2  Troniak, Shauna. . HillNotes. Library of Parliament Research Publications. May 1, 2013  [2013-09-06]. （原始内容存档于2013-06-29）.
27. ↑  .   [2019-05-07]. （原始内容存档于2022-05-25）.
28. ↑  . Arctic Council.   [2018-01-22]. （原始内容存档于2019-11-15） （英国英语）.
29. 1 2  . U.S. Department of State.   [2018-01-22]. （原始内容存档于2019-01-11） （美国英语）.
30. 1 2 3 4 5 6  . Arctic Council.   [2018-01-22]. （原始内容存档于2022-05-03） （英国英语）.
31. ↑  . Arctic Council. 2009-04-29  [2021-12-31]. （原始内容存档于2021-12-31） （英语）.
32. ↑  . Council of American Ambassadors.   [2018-01-22]. （原始内容存档于2022-03-21）.
33. ↑  Category: About. . Arctic Council. 2011-04-07  [2013-09-24]. （原始内容存档于2013-09-27）.
34. ↑  . Arctic Council.   [2020-03-10]. （原始内容存档于2021-11-23）.
35. ↑  . Ministry for Foreign Affairs.   [2021-12-31]. （原始内容存档于2022-04-21）.
36. ↑  . State.gov. 2012-05-14  [2013-09-24]. （原始内容存档于2022-03-21）.
37. ↑   (PDF). （原始内容 (PDF)存档于2011-07-20）.
38. ↑  . Amap.no.   [2013-09-24]. （原始内容存档于2006-10-22）.
39. ↑  . Acap.arctic-council.org.   [2013-09-24]. （原始内容存档于2013-06-28）.
40. ↑  . Caff.is. Conservation of Arctic Flora and Fauna.   [2013-09-24]. （原始内容存档于2006-11-26）.
41. ↑  . Eppr.arctic-council.org. 2013-06-04  [2013-09-24]. （原始内容存档于2007-03-11）.
42. ↑  . Pame.is. 2013-06-13  [2013-09-24]. （原始内容存档于2006-12-09）.
43. ↑  User, Super. . Arctic Portal.   [2021-12-31]. （原始内容存档于2022-06-01）.
44. ↑  . Portal.sdwg.org. 2013-08-27  [2013-09-24]. （原始内容存档于2013-01-14）.
45. ↑  . May 10, 2017  [September 17, 2021]. （原始内容存档于2022-04-04）.
46. ↑  Dams, Ties; van Schaik, Louise; Stoetman, Adája.  (报告). Clingendael Institute: 6–19. 2020. JSTOR resrep24677.5 .
47. ↑  . CIA.   [2012-01-10]. （原始内容存档于2021-03-21）.
48. ↑  . （原始内容存档于June 13, 2007）.
49. ↑  Overfield, Cornell. . Lawfare.   [2021-08-07]. （原始内容存档于2022-03-21）.
50. ↑  Jill Mahoney. . The Globe and Mail.   [2013-09-24]. （原始内容存档于2022-03-21）.
51. 1 2  . The Economist. 2013-02-02  [2013-09-24]. （原始内容存档于2019-11-04）.
52. ↑  . Americansecurityproject.org.   [2013-09-24]. （原始内容存档于2013-09-27）.
53. ↑  . The Economist. 2012-03-24  [2013-09-24]. （原始内容存档于2015-04-03）.
54. ↑  Rethinking theTop of the World: Arctic Security Public Opinion Survey （页面存档备份，存于）, EKOS, January 2011
55. ↑  Janice Gross Stein And Thomas S. Axworthy. . The Globe and Mail.   [2013-09-24]. （原始内容存档于2022-03-21）.
56. ↑  Berkman, Paul. . Science & Diplomacy. 2014-06-23, 3 (2)  [2022-01-01]. （原始内容存档于2022-04-26）.

## 外部連結
- 北極理事會（页面存档备份，存于）
- 北極監督、評估計畫（AMAP）的概況
- 北極區霾害惡化，亞洲森林大火與工業污染疑為禍首